# Duna (franšíza)
Duna je série sci-fi románů, které vytvořil americký spisovatel Frank Herbert. Po velmi úspěšném románu Duna (Dune, 1965) vytvořil Herbert dalších pět pokračování. Protože posledním dílem Kapitula: Duna (Chapterhouse: Dune, 1985) zůstala série nedokončená, navázal na Herbertovu práci jeho syn Brian a ve spolupráci s Kevinem J. Andersonem vytvořili dvě další pokračování série a rovněž čtyři trilogie, které se odehrávají před událostmi prvního románu.
Většina pokračování románu se alespoň z části odehrává na pouštní planetě Arrakis, nazývané Duna, na níž se jako na jediném místě ve známém vesmíru nachází melanž, zvláštní koření, které prodlužuje lidský život a poskytuje jeho uživateli speciální psychické schopnosti.
Románová série inspirovala i další oblasti umění. V roce 1984 natočil David Lynch film Duna (Dune). Roku 2000 vznikl třídílný seriál Duna (Frank Herbert's Dune), na nějž v roce 2003 navázal rovněž třídílný seriál Děti Duny (Frank Herbert's Children of Dune). Nejnovějšími přírůstky jsou pak filmy Duna z roku 2021 a Duna: Část druhá z roku 2024 od kanadského režiséra Denise Villeneuve a prequelový seriál k těmto filmům zvaný Duna: Proroctví, taktéž z roku 2024. Kromě toho bylo na motivy Duny vytvořeno několik počítačových her, z nichž asi nejznámější je Duna 2, která je považována za první realtimovou strategii.

## Vesmír Duny

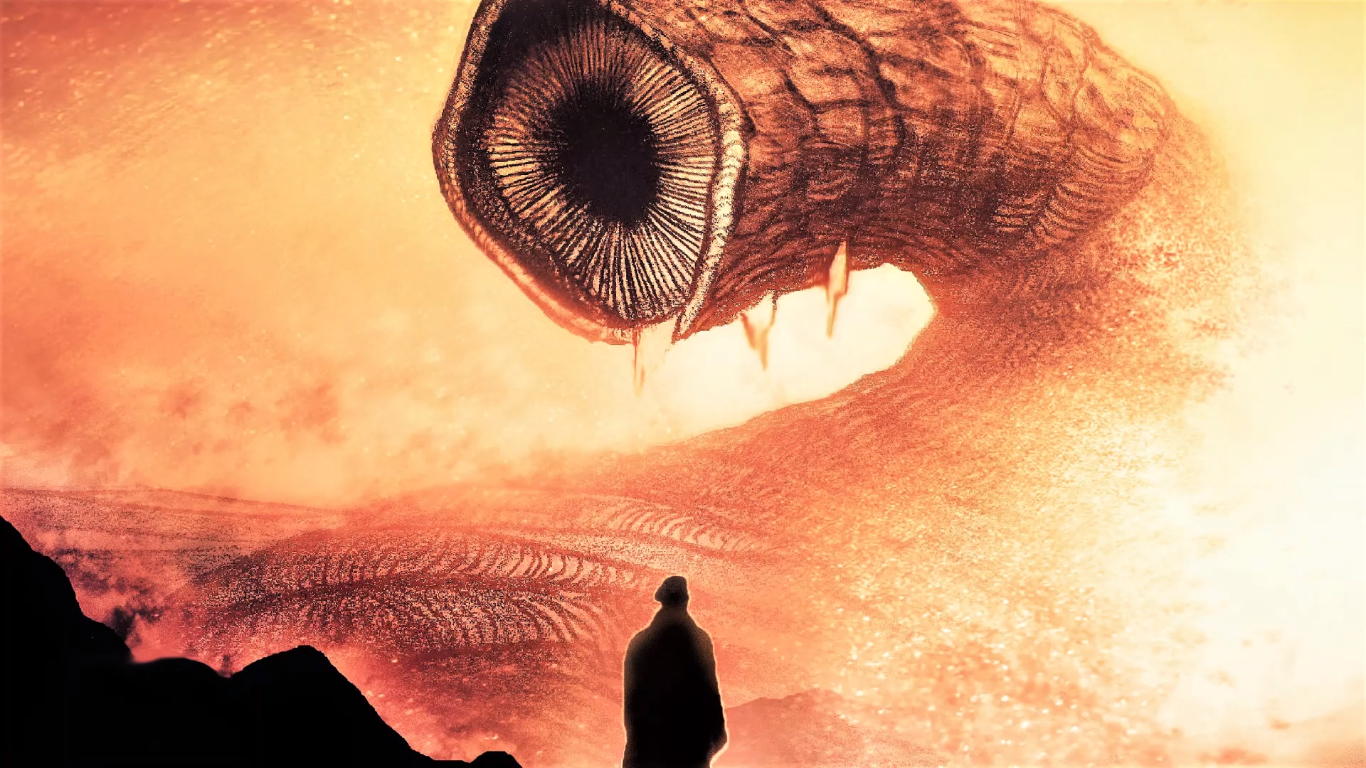
Písečný červ Duny

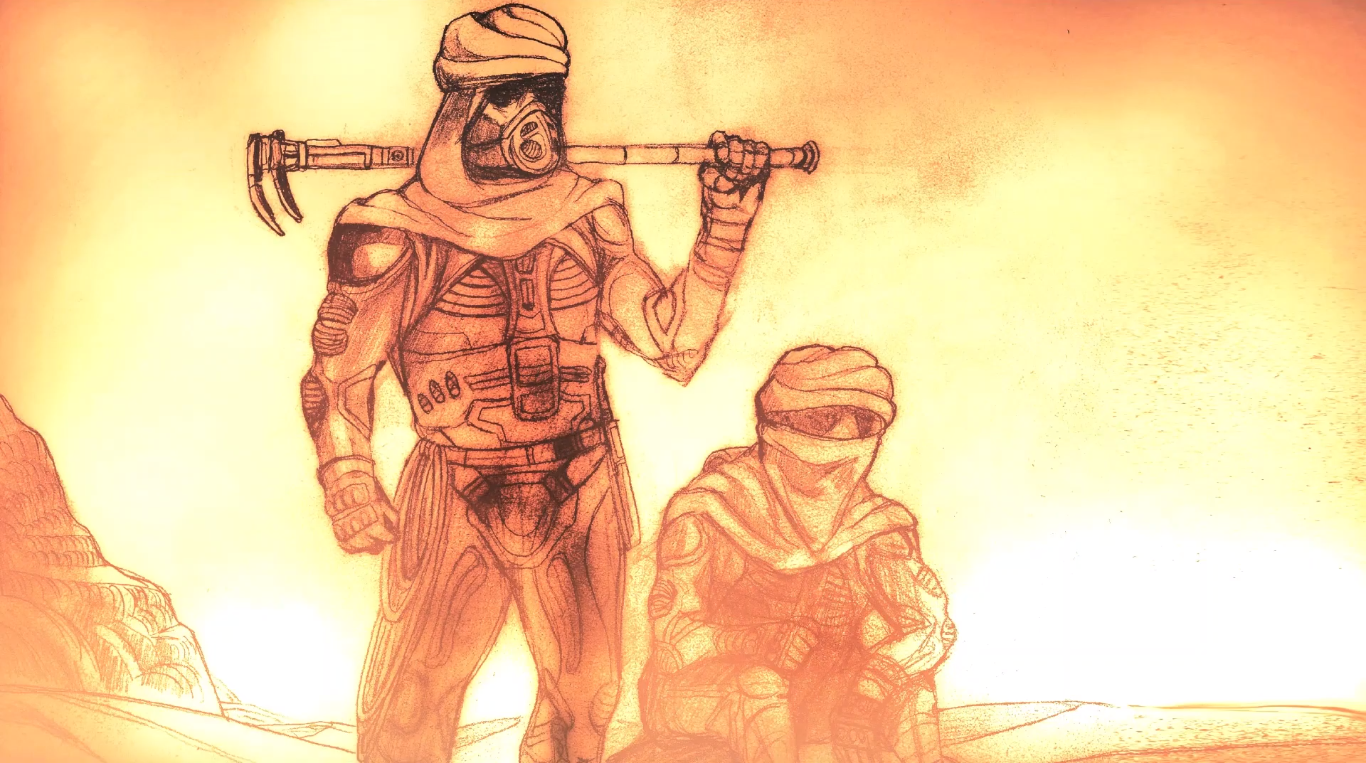
Fremeni

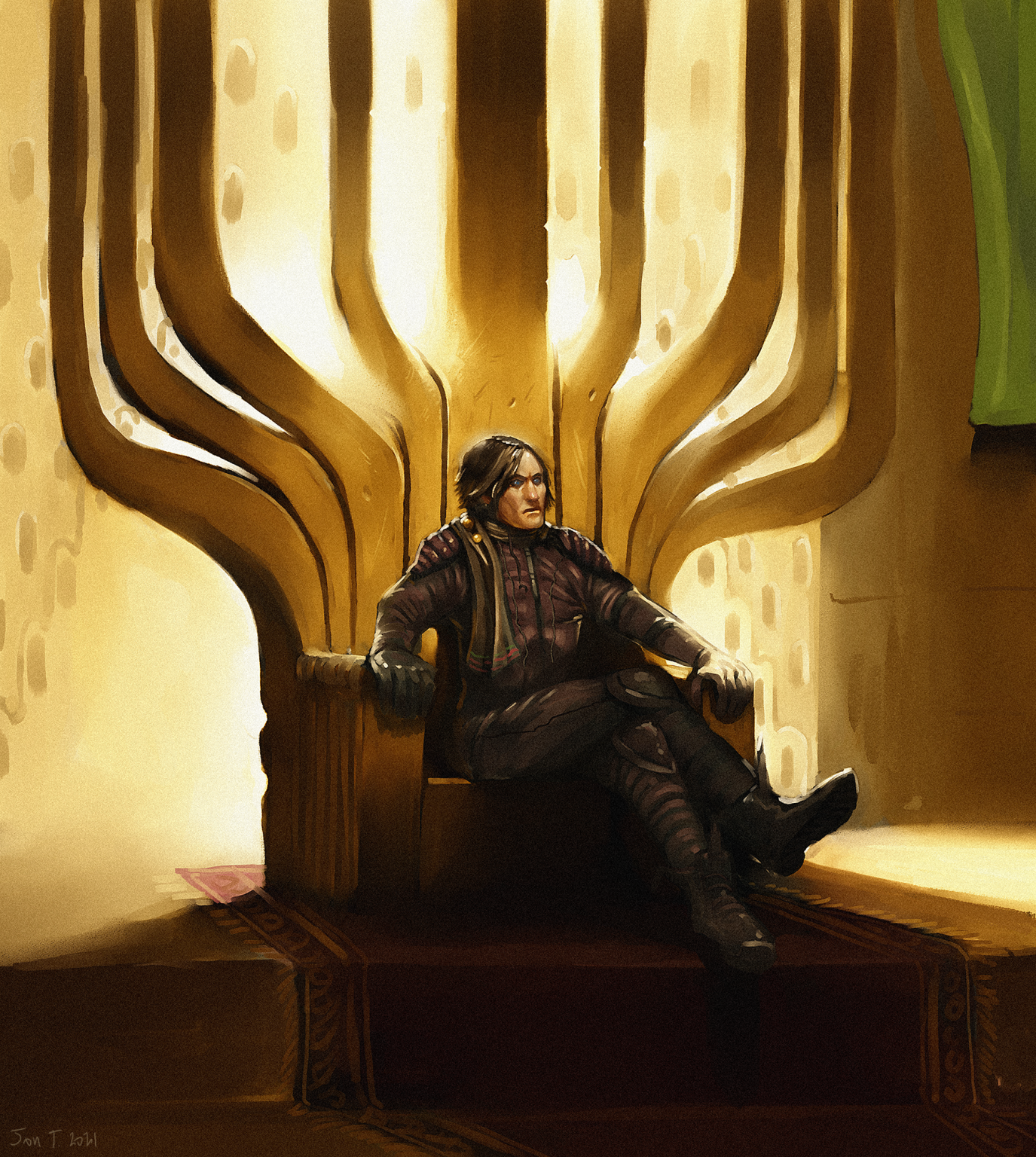
Paul Atreid

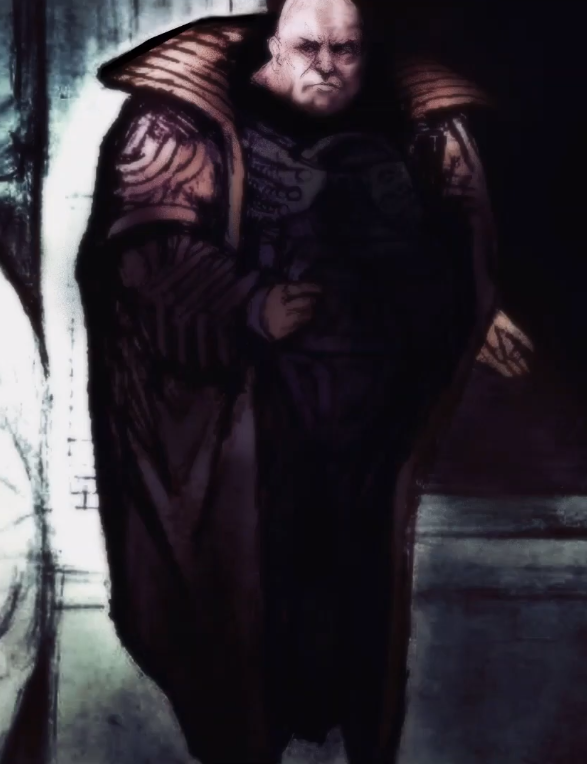
Baron Harkonnen

Román Duna Franka Herberta se odehrává ve vesmírném impériu ve vzdálené budoucnosti (přibližně 21.000 let od naší současnosti).

### Uspořádání
Impérium zahrnuje desítky tisíc obyvatelných planet. Vládne mu padišáh imperátor z rodu Corrinů, kteří nastoupili na trůn přibližně před 10.000 lety. S imperátorem spolupracuje rada významných šlechtických rodů, zvaná landsraad. Dalšími významnými silami jsou CHOAM, obchodní korporace, v níž mají své zástupce nejvýznamnější šlechtické rody, Kosmická gilda, která zajišťuje meziplanetární přepravu, a Sesterstvo Bene Gesserit, jehož členky jsou ženy vycvičené k naprosto mimořádným fyzickým a psychickým schopnostem, pročež si je šlechtici často vybírají za manželky, konkubíny nebo rádkyně svých rodin. Díky tomu může Bene Gesserit ovlivňovat politiku podle svých vlastních vnitřních zájmů.
Až na lokální války se v celém Impériu daří už po mnoho staletí udržovat mír díky několika principům:
- Meziplanetární přeprava: Monopol na dopravu mezi hvězdnými systémy má Kosmická gilda, jejíž navigátoři jako jediní dokážou řídit maxitrajlery, kosmické koráby ohromných rozměrů, v nadsvětelných rychlostech. Gilda je výhradně obchodní společnost bez vlastního vojska. Pokud se tedy Gilda rozhodne nějaké válce zabránit, neumožní přepravu vojsk a konflikt není možný.
- Imperiální armáda: Imperátor vlastní vojska sardaukarů, fanaticky oddaných a speciálně vycvičených vojáků, kdy se schopnosti jediného muže vyrovnají deseti běžným vojákům landsraadu. Celkově se síly armády sardaukarů přibližně vyrovnají silám všech spojených armád landsraadu. To udržuje jednak rovnováhu imperátor – landsraad (nemohou se navzájem přemoci), ale do značné míry i rovnováhu mezi jednotlivými rody landsraadu (které nemají valný zájem bojovat mezi sebou navzájem, protože by tak mohly oslabit své síly a být zničeny imperátorem). V rámci landsraadu platí dohoda, že pokud imperátor neoprávněně zaútočí na jeden z rodů, ostatní mu přijdou pomoci – nicméně tento princip není ani zdaleka důsledně uplatňován.
- Velká konvence: Dohoda mezi imperátorem a landsraadem, která mimo jiné přísně zakazuje užití atomových, biologických a ekvivalentních zbraní proti lidským cílům. Reálný stav je takový, že většina rodů landsraadu vlastní utajené zásoby atomových zbraní, ale žádný je nepoužije, dokud nebude zcela zničen, „zatlačen do kouta“.
- Války assasinů: Konflikty menšího rozsahu povolené Velkou konvencí, bojované speciálně cvičenými vojáky a zabijáky (tzv. Assasiny). Účelem je zajistit, aby v případě, že vypukne konflikt mezi rody, nedošlo k příliš velkým škodám a úmrtí či zranění nezúčastněných osob, které by nevyhnutelně přinesl konflikt velkého rozsahu.
- Štíty: Před 10.000 lety vynalezl vědec Tio Holtzman speciální generátory silových polí, která lze použít jako štíty na ochranu osob, budov a techniky. Štít zamezuje průniku rychle se pohybujících předmětů, čímž chrání objekty před střelnými zbraněmi a dalekonosnými střelami a umožňuje prakticky pouze boj muže proti muži. Významnou složkou všech armád jsou proto speciálně vycvičení šermíři. Nevýhodou štítu je, že po zasažení laserovým paprskem dochází k explozi ohromných rozměrů, podobné atomovému výbuchu. Použití laseru proti štítu je proto rovněž zakázáno Velkou konvencí.

## Knihy o Duně
Romány z vesmíru Duny jsou dosti rozsáhlé (kolem 600 stran, nejkratší Spasitel Duny má přes 250 stran) a jsou pro ně charakteristické některé prvky:
- Více dějových linií: V každém příběhu se prolíná kolem pěti dějových linií, které zachycují postoj různých hrdinů k probíhajícím událostem.
- Rody: rodinné dynastie, která vládnou planetě nebo planetárnímu systému, právo vládnutí v podobě léna jim předává císař. Hlavní rody jsou: vládnoucí Corrinové, čestní Atreidi a krutí Harkonneni.
- Citáty: Každá kapitola je uvozena výňatkem z některé fiktivní knihy nebo projevu, pocházejícím z vesmíru Duny, který nějak komentuje obsah kapitoly a zpravidla pochází z minulosti vůči popisovaným událostem, někdy i velmi vzdálené. To velmi umocňuje dojem z životnosti, propracovanosti vesmíru Duny. Podobný postup, i když v mnohem menší míře můžeme nalézt např. ve sci-fi sérii Nadace od Isaaca Asimova.
- Vnitřní řeč postav: Romány se zaměřují na dokonalou psychologii jednotlivých hrdinů, proto nezachycují pouze různé dialogy, ale i některé vnitřní myšlenky hlavních postav. Přímá řeč bývá uvedena standardně v uvozovkách, vnitřní řeč je psána kurzívou. Tento fakt je také jedním z důvodů, proč jsou romány Duny nesnadno zfilmovatelné, protože myšlenky hrdinů lze jen obtížně převést do filmové podoby.

### Knihy Franka Herberta
- Duna (Dune, 1965) – první román celé série, uvádějící do vesmírného impéria, jehož nejvýznamnější planetou je Arrakis, pouštní planeta, na níž se nachází vzácná melanž, koření prodlužující lidský život. O Arrakis vypukne zničující válka mezi rodem krutých Harkonnenů a čestných Atreidů, mezi nimiž vládne odvěká nenávist. Ačkoliv se kniha později stala bestsellerem, autorovi ji zprvu odmítlo více než 25 vydavatelů.
- Spasitel Duny (Dune Messiah, 1970) – vypráví o spiknutí proti imperátorovi Paulu Atreidovi.
- Děti Duny (Children of Dune, 1976) – vypráví o tom, jak sestra Paula Atreida Alia stále více podléhá svým vnitřním hlasům, pod jejichž vlivem se snaží zničit vlastní rod.
- Božský imperátor Duny (God Emperor of Dune, 1981) – odehrává se o 3500 let později, kdy imperiálnímu trůnu stále vládne syn Paula Atreida Leto II., který má schopnost nahlížet do budoucnosti a snaží se zachránit lidstvo před neodvratnou zkázou.
- Kacíři Duny (Heretics of Dune, 1984) – příběh je zasazen do doby o dalších 1500 let později, kdy zbytkům Starého impéria vládne Sesterstvo Bene Gesserit a utkává se ve válce s tajemnými Ctěnými matre.
- Kapitula: Duna (Chapterhouse: Dune, 1985) – poslední román Franka Herberta, pojednávající o pokračování války mezi Bene Gesseritem a Ctěnými matre, která končí uzavřením spojenectví.
- The Road to Dune – povídka se sbírky Franka Herberta Eye (1985), ve formě průvodce po Arrakis z doby po sesazení imperátora Shaddama IV. Paulem Atreidem.[1]

### Knihy Briana Herberta a Kevina J. Andersona
- Lovci Duny (Hunters of Dune, 2006) – sedmé pokračování, navazující na Kapitulu: Duna se zaměřuje na osudy statečného vojevůdce Duncana Idaha a jeho posádky ve ztracené kosmické lodi a na upevňování pozice Murbelly, která se stane hlavou Sesterstva Bene Gesserit i Ctěných matre.
- Píseční červi Duny (Sandworms of Dune, 2007) – osmé pokračování, navazující na Lovce Duny uzavírá celou sérii vyprávěním o finálním konfliktu mezi obyvatelstvem Starého impéria a tajemným Nepřítelem.
- Předehra k Duně: Atreidové (Dune: House Atreides, 1999) – první díl trilogie, jejíž děj předchází Duně; zaměřuje se na mládí Leta Atreida a Vladimira Harkonnena a počátek vlády Shaddama IV.
- Předehra k Duně: Harkonnenové (Dune: House Harkonnen, 2000) – druhý díl trilogie, jejíž děj předchází Duně; zaměřuje se na průběh vlády vévody Leta a harkonnenské spiknutí proti němu.
- Předehra k Duně: Corrinové (Dune: House Corrino, 2001) – třetí díl trilogie, jejíž děj předchází Duně; zaměřuje se na události těsně před narozením Paula Atreida a boj Leta Atreida o planetu Iks.
- Historie Duny: Služebnický džihád (Dune: The Butlerian Jihad, 2002) – první díl trilogie, jejíž děj se odehrává v dávné minulosti Duny; zabývá se počátkem zničující války mezi svobodným lidstvem – Ligou vznešených a myslícími stroji – Synchronizovanými světy.
- Historie Duny: Křížová výprava strojů (Dune: The Machine Crusade, 2003) – druhý díl trilogie, jejíž děj se odehrává v dávné minulosti Duny; pojednává o pokračování vyčerpávající války mezi lidmi a stroji.
- Historie Duny: Bitva o Corrin (Dune: Battle of Corrin, 2004) – třetí díl trilogie, jejíž děj se odehrává v dávné minulosti Duny; vypráví o zničujícím retroviru, vytvořeném myslícími stroji ke zničení lidstva a konečném vítězství Ligy vznešených nad Synchronizovanými světy.
- Cesta k Duně (Road to Dune, 2005) – sbírka nepublikovaných částí Duny, povídek Franka Herberta, Briana Herberta a Kevina J. Andersona o Duně a dalších materiálů, souvisejících s publikováním původního románu.
- Paul z Duny (Paul of Dune, 2008) – zaměřuje se na osobu Paula Atreida a jeho činy v období mezi Dunou a Spasitelem Duny.
- Vichry Duny (The Winds of Dune, 2009) – zaměřuje se na osobu lady Jessicy Atreidové a její činy v období mezi Spasitelem Duny a Dětmi Duny.
- Tales of Dune: Expanded Edition (2011) – sbírka celkem osmi povídek ze světa duny, z nichž některé byly publikovány v Cestě k Duně.
- Sesterstvo Duny (Sisterhood of Dune, 2012) – kniha popisuje události osm desetiletí po zničení Corrinu jako je vznik Sesterstva, zřízení Mentatské školy Gilbertusem Albansem, založení Gildy a v neposlední řadě sleduje rostoucí nenávist mezi Atreidy a Harkonneny.
- Mentati Duny (Mentats of Dune, 2014) – děj knihy navazuje na Sesterstvo Duny, dále pokračuje spor o použití technologií, vyvíjí se Sesterstvo, Mentatská škola i spor mezi Atreidy a Harkonenny.
- (The Throne of Dune) – zrušený román, měl být zaměřen na osobu princezny Irulán.
- (Leto of Dune) – zrušený román, měl být zaměřen na počátek vlády Leta II. Atreida.
- Navigátoři Duny (Navigators of Dune, 2016) – román, přibližuje okolnosti vzniku kormidelníků plavidel Kosmické gildy, navazuje na knihy Sesterstvo Duny a Mentati Duny a uzavírá sérii Školy Duny.
- Duna: Vévoda z Caladanu (Dune: The Duke of Caladan, 2020) – román, líčí příběh Leta Atreida, otce Paula Atreida, bezprostředně před událostmi první knihy. První díl tzv. Caladan Trilogy.
- Duna: Lady z Caladanu (Dune: The Lady of Caladan, 2021) – román, který navazuje na předchozí Vévoda z Caladanu. Druhý díl tzv. Caladan Trilogy.
- Písky Duny (Sands of Dune, 2022) – Sbírka čtyř novel zasazených do světa Duny.
- Duna: Dědic Caladanu (Dune: The Heir of Caladan, 2022) – román navazující na předchozí Lady z Caladanu. Závěrečný díl tzv. Caladan Trilogy.
- Princess of Dune (2023) – chystaný román přibližující mládí princezny Irulán a fremenky Chani.[2]

### Česká vydání
Románová série začala v češtině vycházet v r. 1988 v nakladatelství Svoboda, přičemž byla ukončena pátým dílem Kacíři Duny (česky 1997), šestý díl už nevyšel. Od r. 1999 začalo Dunu vydávat nakladatelství Baronet, které publikovalo kompletní sérii včetně dalších pokračování od Briana Herberta a Kevina J. Andersona, v jejichž vydávání pokračuje dodnes.
Román Spasitel Duny tak vyšel ve dvou různých překladech, jinak se nad sérií už vystřídalo několik překladatelů, což způsobuje drobné odchylky v některých speciálních výrazech a terminologii.
V roce 2016 udělalo nakladatelství Baronet v dotisku knihy Píseční červi Duny chybu a hřbet obálky vyšel v modré barvě místo žluté, která provází celou sérii.

### Chronologie románů a povídekDuny
| Datace                | Autor                            | Název                                                    | Název originálu            | Rok vydání |
| --------------------- | -------------------------------- | -------------------------------------------------------- | -------------------------- | ---------- |
| 217 p. G. ~ 164 p. G. | Brian Herbert, Kevin J. Anderson | Hon na Harkonneny (povídka ze sbírky Cesta k Duně)       | Hunting Harkonnens         | 2005       |
| 203 p. G. - 200 p. G. | Brian Herbert, Kevin J. Anderson | Historie Duny: Služebnický džihád                        | Dune: The Butlerian Jihad  | 2002       |
| 190 p. G.             | Brian Herbert, Kevin J. Anderson | Fackovací robot (povídka ze sbírky Cesta k Duně)         | Whipping Mek               | 2005       |
| 174 p. G. - 164 p. G. | Brian Herbert, Kevin J. Anderson | Historie Duny: Křížová výprava strojů                    | Dune: The Machine Crusade  | 2003       |
| 164 p. G.             | Brian Herbert, Kevin J. Anderson | Tváře mučedníka (povídka ze sbírky Cesta k Duně)         | The Faces of a Martyr      | 2005       |
| 108 p. G. - 88 p. G.  | Brian Herbert, Kevin J. Anderson | Historie Duny: Bitva o Corrin                            | Dune: The Battle of Corrin | 2004       |
| 8 p. G.               | Brian Herbert, Kevin J. Anderson | Sesterstvo Duny                                          | Sisterhood of Dune         | 2012       |
| 0                     | Brian Herbert, Kevin J. Anderson | Mentati Duny                                             | Mentats of Dune            | 2014       |
|                       | Brian Herbert, Kevin J. Anderson | Navigátoři Duny                                          | Navigators of Dune         | 2016       |
| 10154 - 10156         | Brian Herbert, Kevin J. Anderson | Předehra k Duně: Atreidové                               | Dune: House Atreides       | 1999       |
| 10168 - 10174         | Brian Herbert, Kevin J. Anderson | Předehra k Duně: Harkonnenové                            | Dune: House Harkonnen      | 2000       |
| 10174 - 10176         | Brian Herbert, Kevin J. Anderson | Předehra k Duně: Corrinové                               | Dune: House Corrino        | 2001       |
| 10187                 | Brian Herbert, Kevin J. Anderson | Paul z Duny (část II, IV, VI)                            | Paul of Dune               | 2008       |
| 10188                 | Brian Herbert, Kevin J. Anderson | Vichry Duny (část II)                                    | Winds of Dune              | 2009       |
| 10191                 | Brian Herbert, Kevin J. Anderson | Šepot caladanských moří (povídka ze sbírky Cesta k Duně) | A Whisper of Caladan Seas  | 2005       |
| 10191 - 10193         | Frank Herbert                    | Duna                                                     | Dune                       | 1965       |
|                       | Frank Herbert                    | The Road to Dune (povídka ze sbírky Eye)                 | The Road to Dune           | 1985       |
| 10194 - 10198         | Brian Herbert, Kevin J. Anderson | Paul z Duny (část I, III, V, VII)                        | Paul of Dune               | 2008       |
| 10200                 | Brian Herbert, Kevin J. Anderson | Vichry Duny (část IV)                                    | Winds of Dune              | 2009       |
| 10206 - 10207         | Frank Herbert                    | Spasitel Duny                                            | Dune Messiah               | 1970       |
| 10207                 | Brian Herbert, Kevin J. Anderson | Vichry Duny (část I, III, V)                             | Winds of Dune              | 2009       |
| 10216 - 10219         | Frank Herbert                    | Děti Duny                                                | Children of Dune           | 1976       |
| 13728                 | Frank Herbert                    | Božský imperátor Duny                                    | God Emperor of Dune        | 1981       |
| 15221 - 15229         | Frank Herbert                    | Kacíři Duny                                              | Heretics of Dune           | 1984       |
| 15232 - 15240         | Frank Herbert                    | Kapitula: Duna                                           | Chapterhouse: Dune         | 1985       |
| 15243 - 15259         | Brian Herbert, Kevin J. Anderson | Lovci Duny                                               | Hunters of Dune            | 2006       |
| 15261 - 15265         | Brian Herbert, Kevin J. Anderson | Píseční červi Duny                                       | Sandworms of Dune          | 2007       |

## Témata
- Nebezpečí techniky:
  - Vesmír Duny je charakteristický naprostou absencí počítačů a jiných myslících strojů. Ty byly zničeny v průběhu Služebnického džihádu, kdy téměř celé lidstvo upadlo pod nadvládu počítačové všemysli Omnia. Od těch dob jsou jakékoli počítače v Impériu přísně zakázány. Pro provádění složitých výpočtů, simulací a statistických odhadů jsou užíváni speciálně vycvičení lidé, nazývaní mentati, jejichž matematické schopnosti dalece přesahují dovednosti obyčejných lidí. Prakticky každý významnější šlechtický rod má svého mentata. Někteří lidé, především Sesterstvo Bene Gesserit pohlíží na mentaty jako na něco nepatřičného, protože je považují za prakticky stejné nebezpečí jako myslící stroje.
  - Problematická hodnota zbraní a nebezpečí vyplývající z jejich použití jsou ve světě Duny je reprezentovány faktickým znehodnocením střelných zbraní ochranným polem (osobním štítem), které minimalizuje účinnost projektilových zbraní omezením maximální rychlosti předmětu který jím dokáže proniknout a které naopak při zásahu laserovou zbraní exploduje silou podobnou jadernému výbuchu. Velký význam proto ve světě Duny mají chladné zbraně. Dosavadní rovnováhu ozbrojené moci však ve světě Duny následně mohou zvrátit Sonické zbraně nově vynalezené Atreidy.
- Prodloužení lidského života, nesmrtelnost: V jednotlivých románech se postavy různým způsobem setkávají s možností prodloužit lidský život na extrémně dlouhou dobu.
  - Melanž: Vzácné koření z pouštní planety Arrakis umožňuje při pravidelném užívání prodloužit lidský život řádově na několik staletí.
  - Gholové a lidské klony: Genetičtí inženýři z tajnůstkářské společnosti Bene Tleilax dokážou vypěstovat lidské klony (a gholy, což jsou klony vypěstované z buněk odebraných mrtvým). V druhém pokračování Spasitel Duny se podaří v Hyatovi, gholovi Duncana Idaha, vyvolat vzpomínky na jeho minulý život. Od té doby využívá tuto možnost tleilaxanská nejvyšší elita, což jim umožňuje prožít život dlouhý mnoho tisíciletí.
  - Zděděné vzpomínky: Sesterstvo Bene Gesserit dokáže pomocí výcviku a speciální drogy vyvolat v některých svých členkách vzpomínky na všechny minulé životy, ovšem pouze v ženské linii. Cílem jejich genetického programu je vytvoření muže, nazvaného Kwisatz Haderach, který by dokázal pohlédnout do mužské i ženské linie a získat tak prakticky veškeré vědomí lidstva. Zděděné vzpomínky si navíc Sestry mohou mezi sebou předávat a prodlužovat tak svůj mentální život.
  - Leto II. Atreides: Produkt genetického programu Bene Gesseritu si prodloužil svůj život pomocí písečných pstruhů (zvláštních organismů z planety Arrakis) na více než 3500 a byl téměř nezranitelný standardními zbraněmi.
  - Kymekové a kogitoři: V dobách před Služebnickým džihádem si někteří lidé nechali odpojit mozek od fyzického těla a napojit na robotické součásti, které lze vyměňovat a opravovat. Tito lidé zvaní kymekové by mohli žít prakticky věčně. Podobnou kastou jsou kogitoři, filozofové, kteří si rovněž nechali odpojit mozek, ovšem žijí bez robotického těla a věnují se věčným meditacím a rozjímání. Všichni kymekové i kogitoři byli zničeni v průběhu Služebnického džihádu.
  - Operace: Někteří lidé dříve než se stali kymeky, podstoupili náročnou (a bolestivou) operaci, která jim zachovala fyzický vzhled, ale prodloužila jejich život na několik staletí. Z významných osobností, které přežili Služebnický džihád, tuto operaci podstoupili Vorian Atreides, který se později odebral na pouť neznámým vesmírem, a Gilbertus Albans, zakladatel školy mentatů.
  - Mimořádné schopnosti: Členky Sesterstva Bene Gesseritu dokážou natolik ovládat svůj metabolismus a tělesné pochody, že si teoreticky mohou nesmírně prodloužit život. Nicméně členky mají tento postup zakázán, protože by to mohlo na Sesterstvo přenést nežádoucí pozornost a závist běžných lidí a vést tak ke zničení Sesterstva. Jednou z žen, která se k tomu uchýlila, byla Alia Atreidová, která se udržovala několik desítek let mladá, než byla donucena k sebevraždě. Podobně Norma Cenva, zakladatelka Kosmické gildy, dokázala díky svým schopnostem prodloužit svůj život na tisíciletí.
  - Počítačová paměť: Také počítačová všemysl, zvaná Omnius, která ovládala značnou část Impéria před Služebnickým džihádem, může svými replikacemi a opravami poškozených součástí prodlužovat svou existenci a expandovat na nové planety.
- Absence cizích civilizací: Ve vesmíru Duny se objevují neexistující živočichové a rostliny a různým způsobem zmutovaní a geneticky upravení lidé, ale nikde v celé sérii se neobjevují žádné mimozemské civilizace.
- Ekologický apel: Planeta Arrakis, na níž se odehrává značná část příběhů Duny, se vyznačuje naprostým nedostatkem povrchové vody. Přesto i v hluboké poušti dokážou přežít lidé, nazývaní fremeni, kteří recyklují vlastní tělesnou vlhkost a nesmírně úsporně nakládají s vodou i ostatními zdroji. Celá jejich společnost má silně ekologické myšlení.
- Obětování jedince pro blaho celku: Příslušníci některých skupin lidí jsou zcela oddáni zájmu celé skupiny a neváhají pro ni obětovat vlastní život. Jsou to například fremeni, Bene Gesserit nebo Bene Tleilax.
- Změkčilost příslušníků rozvinutých civilizací proti tvrdosti těch, kteří žijí drsných a primitivních podmínkách: nejobávanější válečníci světa Duny: Sardaukaři a Freemeni žijí či trénují ve vražedném prostředí, kde sama všední existence je bojem o život. V názorech hlavních postav knihy je mezi těmito fakty naznačována přímá příčinná souvislost.
- Závislost pokročilých civilizací na unikátních, ve světě nerovnoměrně rozdělených zdrojích: ve světě Duny je koření Melanž hybnou silnou impérea, neboť na jedné straně umožňuje mezihvězdný obchod a na druhé straně je základním luxusním zbožím pro potřebu společenských elit. Dle mnohých se jím implikuje tehdejší závislost západního světa na snadno těžitelné kvalitní ropě nacházející se toho času pouze na středním východu.
- Příběh dospívajícího mladíka který je řízením osudu postaven doprostřed střetu mocných sil světa; stane se jeho hlavním protagonistou a navzdory násilné ztrátě svých učitelů a nutnosti opuštění svého dosavadního prostředí, nakonec v nerovném boji zvítězí díky spojencům na okraji společnosti a postupnému rozvoji vlastních abnormálních speciálních schopností. Podobný motiv kopírují Hvězdné války (Star Wars), pro které byla Duna údajně jednou z hlavních inspirací.
- Psychydelické drogy a změněné stavy vědomí.
- Závislost civilizace na centrální moci - Jedním z důvodů, proč Leto II. došel k závěru, že bez jeho tyranie lidstvo dlouhodobě nepřežije, byla závislost celého lidstva na jediném systému (byť decentralizované feudální vládě) okolo Zlatého trůnu (a melanže). Taková civilizace by teoreticky mohla být zcela zničena jedinou hrozbou i přes zdání stability. Z tohoto důvodu Leto vytvořil systém nesmírného útisku pomocí kontroly melanže a brutálního potlačování disentu pomocí fanatických Rybích mluvčích. Cílem bylo lidstvu "dát lekci, která se jim zapíše do kostí", k čemu vede centralizace moci a nejrůznější "spasitelé" a "mesiášové". Když poté Leto II zahynul, mnoho lidí, nyní vybavených neviditelností vůči předzvěstnému smyslu, z impéria uprchlo a v obrovské vlně migrace zvané Rozptyl se rozšířílo po nekonečném vesmíru, což by teoreticky zajistilo přežití lidstva navěky.

## Filmová zpracování
- David Lynch: film Duna (Dune, 1984) – zachycuje události prvního dílu Duna. Film nebyl příliš úspěšný.
- John Harrison: třídílný seriál Duna (Frank Herbert's Dune, 2000) – zachycuje události prvního dílu Duna.
- Greg Yaitanes: třídílný seriál Děti Duny (Frank Herbert's Children of Dune, 2003) – zachycuje události druhého a třetího dílu, Spasitel Duny a Děti Duny.
- Denis Villeneuve: film Duna (Dune, 2021), Warner Bros. Snímek se natáčel na území Jordánska, Spojených arabských emirátů, Maďarska, Norska a Rakouska. Natáčelo se od března do července roku 2019.
- Denis Villeneuve: film Duna: Část druhá (Dune: Part Two, 2024)
- Seriál Duna: Proroctví (Dune: Prophecy, 2024) - šestidílný seriál HBO Max. Příběh o vzniku tajemného sesterstva Bene Gesserit odehrávající se 10 000 let před narozením Paula Atreida.

## Počítačové hry
Na motivy Duny bylo vytvořeno několik počítačových her:
- Cryo Interactive: Dune (1992) – úspěšná adventura/strategie.
- Westwood Studios: Dune II (1992) – velmi úspěšná hra, jedna z prvních realtimových strategií.
- Westwood Studios: Dune 2000 (1998) – přepracování Duny 2.
- Westwood Studios: Emperor: Battle for Dune (2001) – realtimová strategie.
- Cryo Interactive: Frank Herbert's Dune (2001) – akční videohra.
- Shiro Games: Dune: Spice Wars (2022) – realtimová strategie.